# Чафалоне (Пескара)
Чафалоне (итал. Ciafalone) је насеље у Италији у округу Пескара, региону Абруцо.
Према процени из 2011. у насељу је живело 16 становника. Насеље се налази на надморској висини од 115 м.